# El Tabacal
El Tabacal (también llamada Ingenio Tabacal) es una localidad argentina ubicada en el Departamento Orán de la Provincia de Salta. Es una villa generada por Tabacal Agroindustria, principal empleador privado de la Provincia.
Nació en 1920, siendo delineado por los arquitectos Togneri y Fitte. Entre sus edificios más representativos se encuentran el templo católico, la escuela, la casa principal, el edificio de administración del ingenio y los arcos de ingreso al pueblo.